# Coniophanes meridanus
La culebra lisa peninsular (Coniophanes meridanus)es una especie de serpiente que pertenece a la familia Colubridae, subfamilia Dipsadinae. 

## Descripción
Son culebras pequeñas, llegan alcanzar una longitud hocico cloaca de 30 cm. Su cola es larga y abarca el 60% de la longitud hocico cloaca. Poseen ojos medianos con pupilas redondas. La cabeza es ligeramente aplanada de color café y se diferencia moderadamente del cuello. Su dorso es de color café o bronceado rojizo. Tienen una línea de color claro desde la punta del hocico hasta la parte posterior de los ojos. La escama anal está divida.

## Ecología
Es de hábitos terrestres y de actividad nocturna. Habita en el bosque seco y el bosque tropical caducifolio. Su reproducción es ovípara. Se alimenta de insectos, huevos de reptiles pequeños y anfibios.

## Importancia médica
Es una culebra con dentición opistoglifa, es venenosa, pero su veneno no es letal para los humanos.Es inofensiva para los humanos, posee un veneno muy suave que sólo sirve para inmovilizar a los animales de los que se alimenta. Su temperamento es muy tranquilo, no tiende a morder.

## Distribución
Es endémica del norte de la Península de Yucatán, registrándose al norte de los estados de Yucatán, Campeche y Quintana Roo, México.

## Etimología
El epíteto específico, meridanus, es un topónimo que combina el nombre de la localidad tipo, Mérida, y anus, un sufijo latino que significa "perteneciente a". 